# Liste der Naturdenkmale in Basberg
Die Liste der Naturdenkmale in Basberg nennt die im Gemeindegebiet von Basberg ausgewiesenen Naturdenkmale (Stand 4. Juni 2024).

## Naturdenkmale
| Nr.         | Bezeichnung             | Lage                    | Beschreibung                                                                                         | Bild            |
| ----------- | ----------------------- | ----------------------- | --- | --------------- |
| ND-7233-073 | Gipfel des Katzenberges | nördlich des Ortes Lage | pleistozänes Tuffvorkommen mit Augitkristallen und ultrabasischen Bomben; flächenhaftes Naturdenkmal | Fotos hochladen |